# Kasteel van Vouzeron
Het Kasteel van Vouzeron (Frans: Château de Vouzeron) is een kasteel uit de tweede helft van de 19e eeuw in de Franse gemeente Vouzeron. Het kasteel is een beschermd historisch monument sinds 1995.